# Albert Widmann
Albert Widmann (Stoccarda, 8 giugno 1912 – Stoccarda, 24 dicembre 1986) è stato un militare tedesco, ufficiale delle SS e chimico che lavorò per il programma di eutanasia Aktion T4 durante il regime della Germania nazista. Fu condannato in due processi separati nei tribunali della Germania occidentale negli anni '60 per le sue attività criminali durante la seconda guerra mondiale.

## Biografia
Widmann nacque a Stoccarda. Suo padre fu un ingegnere ferroviario.
Studiò ingegneria chimica all'Università di Stoccarda conseguendo il dottorato nel settembre 1938. Fu assunto da Walter Heess, il capo dell'Istituto Kriminaltechnisches Institut der Sicherheitspolizei (KTI), che aveva precedentemente già assunto Widmann come consulente temporaneo. Nel 1940, Widmann fu promosso capo della sezione per l'analisi chimica del KTI.
Widmann non fu particolarmente attivo in politica. Nel luglio 1933, da studente, Widmann si unì al Nationalsozialistisches Kraftfahrkorps (NSKK) e fu ammesso nel partito nazista nel maggio 1937. Dopo che Widmann si unì al KTI, nel dicembre 1939 fu trasferito dall'NSKK alle SS con il grado di SS-Untersturmführer.
Nel 1944 fu promosso SS-Sturmbannführer. La soluzione dei problemi fu la specialità di Widmann: non sembrò essere motivato dall'ideologia nazista, ma piuttosto si considerò un esperto determinato a mantenere il suo lavoro.
Dopo la guerra, Widmann fu internato dalle forze di occupazione statunitensi per diversi giorni prima di accettare un lavoro in una fabbrica di vernici, fu arrestato nel gennaio 1959. Durante il suo processo, gli fu chiesto in che modo l'ordine di Arthur Nebe di uccidere i malati di mente in Bielorussia fosse correlato a presunti incarichi nei confronti della guerra anti-partigiana. La risposta di Widmann fu:
Widmann scontò sei anni e sei mesi di prigione.

## Il ruolo nell'Aktion T4
Widmann fu coinvolto nel programma Aktion T4 sin dal suo inizio. Insieme ad August Becker e Helmut Kallmeyer, fu uno dei tre chimici coinvolti nel programma: sebbene non fosse direttamente impiegato nel programma, lui e il suo ufficio KTI presero parte alle prime discussioni sui metodi di uccisione e parteciparono al primo esperimento di gassificazione testando gas e dinamite nelle regioni occupate dell'Unione Sovietica e, tramite KTI, ottenendo il gas e i veleni necessari per il programma.
Widmann presentò i documenti e ottenne il gas necessario per il funzionamento dei centri di sterminio T4, nonché i "medicinali" necessari per le uccisioni dei bambini negli ospedali tramite l'eutanasia "selvaggia". Questi reparti furono istituiti nei 22 ospedali selezionati in tutto il Reich tedesco, dove furono reclutati diversi medici per sopprimere i bambini: di solito il metodo usato fu tramite overdose di farmaci comuni, forniti dallo stesso Widmann. Nel tempo il limite di età si spostò da neonati e bambini sotto i tre anni a bambini più grandi e in alcuni casi adolescenti. I genitori furono ingannati dalle autorità sanitarie locali facendo credere che i loro figli avrebbero ricevuto delle cure mediche speciali: se avessero resistito alla selezione, avrebbero potuto essere minacciati della perdita della custodia dei figli. Si stima che circa 5000 bambini furono uccisi con questo programma entro la fine della guerra.
Widmann condivise le sue conoscenze tecnologiche, mentre altri nel programma furono incaricati della supervisione e dell'amministrazione; Widmann istruì e sperimentò le tecniche di gassificazione. Durante le prime fasi, Widmann discusse con Viktor Brack per determinare il modo migliore per uccidere i pazienti con il gas: ad esempio, Widmann suggerì di sprigionare i gas nei dormitori degli ospedali mentre i pazienti dormivano, ma questa idea fu respinta perché ritenuta poco pratica.
Widmann apparve al NS-Tötungsanstalt Brandenburg per somministrare il primo esperimento di gassatura e insegnare il metodo corretto di gassificazione. Alla prima gassazione erano presenti Philipp Bouhler, Karl Brandt, Viktor Brack, Leonardo Conti e Christian Wirth, nonché altri funzionari e medici del quartier generale a Berlino. Widmann visitò altri centri T4 solo quando fu necessario testare soluzioni a problemi tecnici come ad esempio quando il crematorio del NS-Tötungsanstalt Sonnenstein non funzionava correttamente. Per l'Aktion T4, Widmann testò il gas sugli animali prima di raccomandarlo come mezzo per uccidere gli esseri umani. Uno degli obiettivi principali di questo lavoro fu di ridurre al minimo l'impatto psicologico che le uccisioni potessero avere sugli assassini.
Con Arthur Nebe, comandante dell'Einsatzgruppe B ed esperto di esplosivi, Widmann sperimentò anche la dinamite come mezzo per uccidere i pazienti e testò anche diversi modi per convogliare il gas dallo scarico di un motore all'interno di una camera:
Un'altra fonte afferma che invece di aggiungere una seconda auto, la prima auto fu sostituita con un camion. L'idea di utilizzare il gas fu in parte ispirata da un incidente che coinvolse lo stesso Nebe: una notte, dopo una festa, Nebe tornò a casa ubriaco, parcheggiò nel suo garage e si addormentò con il motore dell'auto acceso; era quasi morto per avvelenamento da monossido di carbonio dai gas di scarico.
Questo test ispirò lo sviluppo dei gaswagen. Tornato a Berlino, Reinhard Heydrich si mise immediatamente al lavoro all'interno dell'RSHA per sviluppare l'idea, nelle parole del subordinato di Heydrich, Walter Rauff, un "metodo di esecuzione più umano" rispetto ai plotoni di esecuzione utilizzati dalle squadre Einsatzgruppen. Quando un prototipo di furgone a gas fu presentato alla KTI, Widmann spiegò ai suoi giovani chimici che regolando la fasatura dell'accensione, si poteva massimizzare la quantità di monossido di carbonio velenoso nello scarico, di conseguenza con questo metodo i plotoni di esecuzione sul fronte orientale avrebbero potuto essere risparmiati. Altri esperimenti di Widmann inclusero l'uso di munizioni avvelenate, le cavie scelte furono i prigionieri del campo di concentramento di Sachsenhausen.